# Банка на Медичите
Банката на Медичите (на италиански: Banco dei Medici) е най-голямата и известна банка в Европа през XV век, активна от 1397 до 1494 г.
Според много учени Медичите за известен период от време са най-богатата фамилия в Европа. С това свое богатство те придобиват политическа власт първо във Флоренция, а по-късно в Италия и в Европа.
Забележителният принос към професиите на банкирането и счетоводството на Банката на Медичите e подобряването на системата за счетоводна книга чрез разработването на система за двойно счетоводно записване за проследяване на дебитите и кредитите или на депозитите и тегленията.
Джовани ди Бичи де Медичи (1360 – 1429) е първият Медичи, който създава своя собствена банка. Той придобива влияние във флорентинското управление, но едва синът му Козимо Стари, който става велик магистър през 1434 г., е неофициален държавен глава на Флорентинската република.

## История

### Основаване
Семейство Медичи отдавна се интересува от банкиране на високо равнище, поддържайки статута си на уважавано и особено богато семейство от висшата буржоазия. To печели парите си от земя в долината Муджело в района на Апенините на север от Флоренция. По онова време Медичите са най-богатото семейство в Европа, по-могъщи дори от Тюдорите. Оценяването на тяхното богатство в съвременни стойности е трудно и неточно, като се има предвид, че те притежават безценни произведения на изкуството, земя, злато и т. н. Те са не само банкери, но и новатори в областта на счетоводството. В определен момент от историята си управляват голяма част от световните финанси и тяхната валута: златният (флорин) става предпочитан в международната търговия.
Бащата на Джовани (1360 – 1429) Аверардо, наречен „Бичи“ (? – 1363) не е успешен бизнесмен или банкер. Негов далечен братовчед обаче – Виери ди Камбио (1323 – 1396) е един от най-видните банкери във Флоренция – първият от поредица скромни членове на фамилията, наброяващи около двадесетина души през 1364 г. Неговата банкова къща обучава и наема синовете на Аверардо Джовани и Франческо, които в крайна сметка стават партньори във фирмата. Франческо става миноритарен акционер през 1382 г , а Джовани – управител на клона в Рим през 1385 г. Клонът е учреден като партньорство, въпреки че не е нужно да бъде капитализиран  (защото Църквата обикновено депозира средства, а не взема заеми). Виери е дълголетник, но между 1391 и 1392 г. банката му се разделя на три отделни банки. Едната банка фалира много рано, втората, управлявана от Франческо и след това от неговия син, оцелява до 1443 г. и след около десет години Аверардо умира. Третата банка е под контрола на Джовани в партньорство с Бенедето ди Липачо де Барди.
Основаването на Банката на Медичите обикновено е датирано през 1397 г., когато Джовани ди Бичи де Медичи отделя своята банка от тази на своя племенник Аверардо (която е римският клон на банката), премествайки малката си банка от Рим във Флоренция. Клонът в Рим е поверен на Бенедето де Барди, а Джовани взема за партньор Джентиле ди Балдасаре Буони. Те събират 10 000 златни флорина и започват да работят във Флоренция, макар че Джентиле скоро напуска фирмата.
Смяната на града носи предимство на банката, тъй като много от големите банки, доминиращи във Флоренция през XIV век (тези на Барди, Ачайоли и Перуци), са изправени пред конкуренцията на  рода Алберти, който се занимава с делата на Католическата църква. Но Алберти попадат в поредица от семейни спорове и са прогонени от Флоренция през 1382 г. (въпреки че им е позволено да се върнат през 1434 г.), и така се създава вакуум. Изборът на Джовани се оказва много подходящ, особено докато Флоренция не разполага с добро пристанище на Средиземно море, което получава едва през 1406 г. с превземането на Пиза и Порто Пизано. Друго предимство е, че е много по-лесно да се инвестира капитал във Флоренция, отколкото в Рим, тъй като благодарение на депозитите на Светия престол, получени от Джовани вследствие на дългото предишно сътрудничество, банката разполага с големи суми пари, които може да инвестира в други начинания.

### Издигане
Във Венеция е изпратен бързо агент, за да търси възможности за инвестиции. Той се справя добре и на 25 март 1402 г. е открит третият клон на Банката на Медичите. Макар че скоро просперира, клонът първоначално страда от лошо управление: агентът прави фаталната грешка да наруши споразумението за партньорство и да даде пари назаем на германци; в крайна сметка обеднява и са му изпратени 20 флорина от Джовани, който смята, че бившият партньор заслужава малко благотворителност. Именно този клон установява практиката възнаграждението на генералния мениджър да се изплаща чрез акции в клона, които той закупува с инвестицията си. През същата 1402 г. е основана първата фабрика на Медичите за производство на вълнени платове, а през 1408 г. е открита още една. По онова време клонът в Рим отваря клон в Неапол (затворен през 1425 г. и заменен с клон в Женева и в Гаета). Това може да изглежда много, но има само 17 служители общо през 1402 г. и само петима в централата във Флоренция, въпреки че са сравнително добре платени и се радват на кариерно развитие (напр. Джулиано ди Джовани ди сер Матео от чиновник през 1401 г. става миноритарен акционер през 1408 г.).

През 1420 г. умира Бенедето де Барди (генерален директор на всички клонове) и е заменен от по-малкия му брат Иларионе де Барди, който е управите на клона в Рим. Той затваря една от фабриките за вълна и прави други реорганизации, предизвикани от партньорства, които вървят към своя определен край. Този факт е интересен, тъй като договорите са сключени от Иларионе на името на Козимо „Стари“ (1389 – 1464) и брат му Лоренцо Стари (ок. 1395 – 1440), а не на баща им Джовани; това бележи началото на прехвърляне на отговорности и на правомощия. Двамa представители на сем. Портинари са поставени начело на клоновете във Флоренция и във Венеция.
Джовани умира през 1429 г. Според Лоренцо наследството му е около 180 000 златни флорина. Смъртта му няма особен ефект върху банковите операции и преходът към контрола на сина му Козимо е сравнително плавен. Козимо е подпомогнат от Иларионе, който става генерален директор. За щастие на банката Лоренцо Стари е в отлични отношения с брат си Козимо и затова не настоява за разтрогване на парньорството, за да получи своя дял от наследството (първородството не е в ход); много флорентински банки и дружества просъществуват само едно или две поколения, защото някои от децата-наследници пожелават да получат своя дял от наследството. Така клоновете се разрастват и след тези в Рим и Флоренция са открити клонове във Венеция и в Женева.
Иларионе не издържа дълго на поста си и е споменат като починал в писмо от февруари 1433 г. Моментът е неудачен, защото управлението на Риналдо дели Албици във Флоренция се насочва срещу водената от младите Медичи съпротива (подтикната от провала на Албици във войната срещу Лука и Милано), кулминирала в изгнанието на Козимо Стари във Венеция. Въпреки неблагоприятната политика през този период от историята на банката нейните италиански клонове реализират огромни печалби, като цели 62% от общата сума идват от Рим (през 1427 г. римският клон на банката на Медичите има приблизително 100 000 флорина на депозит от Папската курия; за сравнение, общата капитализация на цялата Банка на Медичите е само около 25 000 златни флорина) и 13% от Венеция между 1420 и 1435 г. (по-късните клонове на Медичите, открити в Брюге, Лондон, Пиза, Авиньон, Милано и Лион не допринасят с нищо, тъй като все още не са основани). По онова време изглежда има някакъв офис на Медичите в Базел и изглежда, че той просъществува до 1443 г. Историкът Де Рувър предполага, че това е подклон на клона на банката Медичи в Женева, обслужващ Генералния съвет на Църквата, и е затворен, когато за Съвета вече не си струва да се поддържа.

### Съзряване
На 24 март 1439 г. официално е основан клонът на Медичите в Брюге. Медичите вече въртят бизнес във Фландрия чрез кореспонденти и агенти от 1416 г. насам, но едва когато синът на управителя на клона във Венеция (1417 – 1435 г.) е изпратен да разследва през 1438 г. и благосклонно докладва, че дружеството е регистрирано като дружество с ограничена отговорност с този син – Бернардо ди Джовани д'Адоардо Портинари (1407 – ок. 1457), който поема както позицията на мениджър, така и по-голямата част от отговорността. Когато Анджело Тани (1415 – 1492) става миноритатен акционер през 1455 г., клонът най-накрая е създаден като пълноправно и равноправно партньорство в Банката на Медичите. Подобна ситуация в правно отношение се получава за „командитното дружество“, създадено в Анкона, очевидно за финансирането на Франческо Сфорца, съюзник на Козимо Стари.
Както бе споменато по-рано, чичото на Козимо Стари откриva банка с постъпленията от своята една трета от банката на Виери ди Камбио, която затваря през 1443 г. със смъртта на внука на Аверардо, взимайки с това клона в Пиза. Преди това всеки бизнес, който Медичите е трябвало да сключат в Пиза (като Козимо, който препраща пари на Донатело за закупуването на мрамор), се е извършвал чрез тях. На 26 декември 1442 г. е създадено дружество с ограничена отговорност с две външни лица. С течение на времето Медичите прогресивно намаляват инвестициите си в това партньорство и изглежда, че те се оттеглят напълно малко след 1457 г., като само един партньор го поддържа да върви до 1476 г.
През 1446 г. стартират два клона на Медичите: подклонът, който е клонът в Брюге, се преобразува в пълноправно партньорство, и дружество с ограничена отговорност в Авиньон, най-големият търговски център в Южна Франция (въпреки напускането на папството). В рамките на 2 години клонът в Авиньон е превърнат в пълноправно партньорство. Клонът на Медичите в Лион всъщност не е основан като отделен клон; възниква в резултат на постепенното прехвърляне на клона в Женева поради намаляването на трафика към панаирите в Женева и създаването на четири големи панаира в Лион, които привличат около 140 други флорентински предприятия). Прехвърлянето завършва през 1466 г.
До този момент са установени в окончателния им вид структурата и функциите на Банката на Медичите. Клон в Милано е открит в края на 1452 г. или началото на 1453 г. по инициатива на благодарния милански херцог Франческо Сфорца. Неговият първи управител Пиджело Портинари (1421 – 1468) е много способен и този клон се справя добре с отпускането на заеми на двора на Сфорца и, подобно на римския клон, в продажбата на луксозни стоки като бижута. Пиджело обаче умира и е заменен от неговия некадърен брат Ачерито (1427 – ок. 1503 г.). Ачерито не може да управлява огромните суми, отпуснати като заем на миланския двор и на херцога (който не изплаща дълговете си от 179 000 дуката преди смъртта си през 1478 г.). Подобен проблем засяга клона на банката в Брюге, когато се управлява от третия брат Портинари, Томазо.
Във всеки случай този период (1435-1455), при Козимо Стари и неговия генерален директор Джовани Бенчи (1394 – 1455), е най-проспериращият в историята на банката. Със смъртта на Козимо на 1 август 1464 г. започва упадъкът ѝ.

### Упадък

#### Фалит на клоновете в Лион и в Лондон
Ранен признак на упадъка е почти фалитът на филиала в Лион поради продажността на неговия директор, спасен само от героичните усилия на Франческо Сасети (1421 – 1490). Неговите проблеми са последвани от тези на закъсалия лондонски клон, който изпада в затруднение поради почти същата причина, поради която клонът в Брюге ще изпадне – неразумното заемане на големи суми на светски владетели като крал Едуард IV, узурпаторът на Дом Йорк. В известен смисъл този клон няма друг избор, освен да даде заемите, тъй като се сблъсква с вътрешната опозиция от интересите на английските търговци и на производителите на платове в Лондон и техните представители в Парламента, който предоставя необходимите лицензи за износ на чуждестранни предприятия, само ако неговите членове са добре подкупени със заеми. Лондонският клон на Банката на Медичите вече е прекратен като пълноправно партньорство през 1465 г. и е реинкорпориран като командитно дружество. През 1467 г. Анджело Тани е изпратен да провери счетоводните книги на клона в Лондон. Тани се опитва да засили събирането на неизплатени дългове: английският крал дължи 10 500 лири стерлинги, английските благородници – 1000, а други 7000 паунда са обвързани със стоки, изпратени на консигнация, и скоро не могат да бъдат възстановени. Оперативните фондове (както се случва с предишните фалиращи клонове) са взети назаем от клоновете на Медичите при високи лихвени проценти. Едуард IV изплаща част от дълга си, но тези изплащания скоро са обезсмислени (но не и отречени директно) от нови заеми и от продажби на коприна. До пролетта на 1469 г. Тани, за голямо свое удовлетворение, е приключил със спасяването на лондонския клон и се завръща в Италия. Делото му обаче е провалено от безпомощността на другите мениджъри на клоновете и от безотговорността на мениджъра на лондонския клон Каниджани. Фаталният удар е Войната на розите, която прави Едуард IV неспособен да изплати заемите (най-доброто, което може да направи като изплащане, е да вдигне всички мита върху Медичите, изнасящи английска вълна, докато дългът не бъде погасен), и клонът е дал твърде много заеми на ланкастърските бунтовници (а не на редица лоялни йоркисти), които никога няма да изплатят заемите си след смъртта и поражението си. Лондонският клон завършва ликвидацията си през 1478 г. с общи загуби от 51 533 златни флорина. Последвалите Тюдори никога не изплащат дълга на Плантагенетите. 

#### Фалит на клона в Брюге
След фалита на клона в Лондон той е превърнат в командитно дружество под контрола на клона в Брюге, ръководен от третия от братята Портинари, Томазо Портинари (1424 – 1501). И този клон обаче скоро е обречен на фалит. Портинари ръководи клона в продължение на десетилетия и се оказва неспособен мениджър: той се занимава със странични бизнес сделки, привлича вниманието на бургундския двор чрез прекомерни заеми (първо за да осигури култивирането на митото на Гравлин, което никога не е било много печелившо, и второ – за да се да се издигне социално), и прави лоши бизнес сделки като закупуването на две галери (които ще бъдат частично продадени на загуба, а останалите ще бъдат загубени заради корабокрушение и пиратство).
Дълговете на лондонския клон са поети от клона в Брюге. След смъртта на Пиеро Томазо Портинари успява да получи толкова благоприятни договори за партньорство, че живее във Флоренция, като пътува до Нидерландия само по работа. Финалният период на клона е белязан от хаос и вероятно от измами. Портинари отказва да върне някои депозити, твърдейки, че парите наистина са били инвестирани в партньорство. Той също така твърди, че Анджело Тани е пълноправен партньор (и по този начин отговорен за загубите), въпреки факта, че Тани никога не е подписвал актове или нещо друго. Размерът на финансовите загуби е трудно да се определи. В оцеляло писмо Лоренцо Великолепни казва, че дълговете на Шарл Дръзки възлизат на 16 150 гроша. Между другото договорът за партньорство строго забранява на Портинари да заема повече от общо 6000 гроша. В друго свое писмо Лоренцо обвинява Портинари за хитрината да прехвърли целия бизнес на лондонския клон към клона в Брюге, с изключение на печелившия бизнес с вълна. Портинари купува 45% от дружеството, докато неговият дял във филиала в Брюге е само 27,5%. Клонът е ликвидиран през 1478 г. с огромни загуби. Провалът на клона в Брюге означава, че не само дълговете на този клон трябва да бъдат поети по някакъв начин, но и неизплатените дългове на бившия лондонски клон. Общо са загубени над 70 000 златни флорина. Тази цифра е оптимистична, тъй като предполага, че липсата е по-голяма от отчетената в счетоводните книги. Както отбелязва Лоренцо, „Това са големите печалби, които ни се натрупват чрез управлението на Томазо Портинари.“ Лоренцо отказва да понесе тази загуба и изпраща доверен агент в Брюге, за да прегледа счетоводните книги и да разтрогне партньорството. Портинари по ирония на съдбата се оказва изправен пред задънена улица: той не може да откаже разпускането, тъй като Лоренцо е дал надлежно известие, и освен това трябва да приеме собствените си счетоводни книги, защото твърди, че книгите са точни и  и записите в баланса, колкото и да са странни, са правилни. Агентът Риказоли е подпомогнат в тази задача от Анджело Тани, който идва чак от Флоренция, за да уреди въпроса с предполагаемото си партньорство в лондонския клон чрез клона в Брюге.
След разделянето на дружеството през 1478 г. Портинари изпада в затруднение. Неговата акредитация като дипломат е отнета (той е участвал, наред с други неща, в преговорите по търговския договора Intercursus Magnus с Хенри VII). Въпреки че по ирония на съдбата най-полезната част от поста му дипломат е възможността да се завърне във Флоренция, без да влезе в затвора за неплащане на дългове. Той умира в бедност на 15 февруари 1501 г. в болницата „Санта Мария Нуова“, основана от неговия предшественик Фолко ди Риковеро Портинари. Имуществото му е толкова скромно, а бизнесът му толкова сенчест, че синът му отказва наследството, за да избегне плащането на неизплатени дългове.

#### Упадък
След смъртта на Козимо Стари през 1464 г. неговата собственост и контролът върху банката попадат у най-големия му син Пиеро Подагрения (1416 – 1469). Пиеро има хуманистично образование за разлика от по-малкия си брат Джовани, обучен в бизнес делата. Джовани обаче умира през 1463 г. Собствеността остава непокътната, в случая не поради добрите отношения между братята, а защото единият от двамата наследници почива преди да наследи. На теория Пиерфранческо – син на брата на Козимо Стари, Лоренцо Стари, би могъл да настоява за разделянето на собствеността, но той е отгледан от Козимо и „толкова голямо бе уважението му към чичо му, че не смееше да поиска своя дял в дружеството“. Все пак недоволството на Пиерфранческо към Козимо нараства, но смъртта му през 1476 г. предотвратява всякакво разделение. В ретроспекция се забелязва как Козимо отнема част от наследството на Пиерфранческо, докато отглежда двамата си сина Пиеро и Джовани, за да финансира войната срещу Рим след заговора на Паци. Пиерфранческо би извършил това разделяне по-мъдро. По-конкретно, Лоренцо присвоява около 53 643 златни флорина и връща само част от сумата.
Пиеро Подагреният не е равен на Козимо Стари, но предвид обучението си той се справя може би по-добре от очакваното, особено предвид факта че е прикован на легло от тежка подагра. Пиеро осъзнава наближаващите проблеми и се опитва да започне „политика за съкращаване на разходите“ според историка Реймънд де Рувър. Тази политика изглежда не е изпълнена напълно. Николо Макиавели заявява в своята „История на Флоренция“, че политиката на Пиеро е включвала искането на заеми, за да се покрият плащанията, което води до колапса на редица флорентински бизнеси, предизвиквайки заговор срещу управлението на Пиеро и на Медичите.
Не е известно дали Макиавели е преувеличил проблемите или Пиеро е наредил задълбочено счетоводство. Вероятно може да се вярва на Макиавели, който пише, че са настъпили значителен брой фалити във Флоренция, които са довели до лека рецесия в икономиката ѝ скоро след смъртта на Козимо Стари. Като възможен фактор за кризата Де Рувър обаче споменава войната между Венеция и Османската империя и връзките на дружествата, които са правили бизнес с тези две икономически сили от онова време. Все пак е сигурно, че Пиеро се опитва да се намеси силно във филиала в Лондон, за да върне, доколкото е възможно, заемите на крал Едуард IV. Той нарежда на клона в Милано да заема по-малко, казва на Томазо Портинари от филиала в Брюге да продаде закупените от него галери и да не отпуска трудни за събиране заеми, и се опитва да затвори клона във Венеция, който вече не е печеливш. От гледна точка на провеждането на политиката си Пиеро се сблъсква с редица препятствия: винаги е политически скъпо да се изисква изплащане на заеми, особено когато са отправени към монарси и могъщи благородници, и подобни искания могат да струват скъпо на Пиеро близо до дома му. Кралят на Англия би могъл да направи опитите му да изнася английската вълна невъзможни, а банката отчаяно се нуждае от английска вълна по две причини. Английската вълна е най-добрата в света; ако занаятчиите на Флоренция не разполагат с доставка на английска вълна за тъкане, те не биха могли да продават своите текстилни изделия и което е по-важно, не биха могли да наемат флорентинските по-нисши класи, които се специализират в текстила. Фламандската вълна някога е била използвана вместо английската вълна, но след 1350 г. тя вече няма пазар в Италия и не е внасяна до след 1400 г. Безработицата поражда безредици и бунтове, които са насочени срещу Пиеро и Медичите, смятани за истинските владетели на Флоренция. Втората причина е, че в банката на Медичите има системен проблем с валутата, в която твърдата валута тече от северните страни на юг към Италия, а вносът на английска вълна е необходим, за да се осигури потокът на валутата на север и за да се балансират счетоводните книги. Така че, когато крал Едуард IV поисква заеми, лондонският клон няма друг избор, освен да му ги отпусне, ако иска да продължи да изнася английска вълна за Флоренция.
От 1494 г. престава да съществува и клонът в Милано. Клоновете, които не са затворени поради различни проблеми, виждат своя край през 1494 г. с колапса на политическата власт на Медичите във Флоренция през 1494 г., когато Савонарола и папата започват да предприемат действия срещу тях. Клонът във Флоренция е изгорен от тълпа по време на бунт, този в Лион е превзет от конкурентна компания, а клонът в Рим се оттегля сам, въпреки че е фалирал като цяло (по ирония на съдбата те ще страдат от още повече дългове, когато кардиналът Джовани ди Лоренцо де Медичи става папа Лъв X и моли за 11 243 златни флорина, които е депозирал в клона, когато той е бил в Банката на Медичите). Дори по време на упадъка си Банката на Медичите е най-голямата банка в Европа с най-малко седем клона и с над петдесет агенти.
Историкът Де Рувър приписва началото на кризата в банката на Козимо Стари. Той прекарва по-голямата част от времето си в политика и когато не е ангажиран със сложните заговори и другите характеристики на флорентинската политика, той покровителства писатели и художници или е зает да пише свои собствени стихове. Това му оставя много малко време за внимателен подбор на мениджърите на филиалите на банката и за поддържане на бдително наблюдение срещу измами и злоупотреби в банката, което е крайно необходимо. По-голямата част от тежестта е поставена върху плещите на Франческо Сасети (1421– 1490), който се е издигнал от обикновен агент в клона в Авиньон до генерален мениджър и след това в клона в Женева, за да завърши през 1458 г. във Флоренция заедно с Козимо. Сасети е все по-замесен в афери и в крайна сметка излиза зле от тях. Дали поради лош късмет, незрялост, нарастващ мързел или време, прекарано в изучаване на светски хуманизъм като Козимо, Сасети не успява да разкрие измамата в клона в Лион, докато не става твърде късно, за да успее да го спаси. Мениджърът на клона Лионето де Роси се опитва да прикрие некомпетентността си, като е прекалено оптимистично настроен относно броя на лошите заеми, които банката трябва да покрие, и като заема средства от други банки, като по този начин изкуствено увеличава печалбите си.
Това не е единственият фактор за упадъка, който историкът идентифицира. Дългият период на обезценяването на златото спрямо среброто между 1475 и 1485 г., вероятно поради увеличения добив на сребро от германските и бохемските сребърни мини, означава, че като длъжник банката се озовава от погрешната страна на барикадата, тъй като нейните депозити са в злато и лихвите са плащани в злато. Тази тенденция отчасти се дължи на нежеланието на Флоренция да намали стойността на златния флорин, който е международно уважаван заради своята стабилна стойност, престиж и надеждност. Но двойната монетна система на Флоренция само влошава проблема. Тази промяна във валутната система вероятно отразява едно системно забавяне или рецесия в Късносредновековна Европа като цяло. Записите на Банковата гилдия (Arte del Cambio) за банките-членки отбелязват драстичен спад в членството, така че гилдията пада от 71 банки през 1399 г. до 33 през 1460 г. и след това самата гилдия изчезва; външният хроникьор Джовани Камби отбелязва, че от 9-те големи банки, останали във Флоренция до 1516 г., една фалира на 25 декември. Този банков спад не изглежда да е специфичен за Флоренция; подобни спадове се наблюдават в Брюге и Венеция (макар че очевидно не и в Испания). По същия начин северните клонове на всички европейски банки са притиснати от общ спад в предлагането на английска вълна.
Съгласието относно тези утежняващи фактори не изглежда универсално; Ричард А. Голдуейт пише през 1987 г., че „тези икономически условия никога не са били адекватно обяснени. Изглежда по-вероятно свиването и упадъкът на Банката на Медичите при Лоренцо, когато тя е била сведена само до клонове във Флоренция, Рим и Лион до смъртта му през 1492 г., да се дължат просто на лошо управление.“ Той също така твърди, че членството в банковите гилдии не може да се използва като заместител на общите икономически условия, тъй като проблемът може да е, че „по това време всъщност флорентинските гилдии отдавна са загубили голяма част от икономическата си функция в областите на тяхната официално определена дейност, в резултат на което качеството на вътрешната им администрация се влошава; но тази институционална история не може да се приема като индикатор за жизнеността на съответните сектори на икономиката, които гилдиите представляват номинално.“
Пиеро Подагреният умира на 2 декември 1469 г. и е наследен от двамата си сина Лоренцо Великолепни (1449 – 1492) и Джулиано (1453 – 1478). Двамата не достигат мнозинство, така че Лоренцо взима активите на Пиеро, за да ги включи в капитала на банката (грешен избор, тъй като след това трябва да вземе активите на Пиеро, когато ситуацията става по-трудна). Неговите интереси в политиката и изкуството го принуждават да предаде на своя генерален директор Франческо Сасети отговорността за решаването на важни въпроси на банката. Сасети би могъл да бъде обвинен в упадъка на банката, защото не успява да предотврати фалита на клоновете в Лион и в Брюге, както и Лоренцо, който разчита твърде много на Сасети и не го слуша, когато Сасети забелязва проблеми или се опитва да оправи нещата. Лоренцо веднъж казва, когато Анджело Тани (който се е опитва да предотврати фалита на клона в Брюге) го призова да отмени Сасети и да ограничи кредитирането на лондонския клон, че не разбира от такива неща. По-късно той признава, че липсата на знания и разбиране е причината да одобри катастрофалните схеми на Томазо Портинари. Голдуейт разкритикува Лоренцо: „... Лоренцо Великолепни, за когото политиката винаги е имала приоритет пред бизнеса. Служенето на двора и аристокрацията вероятно са били основните съображения при избора на управители на филиали на банката в Милано през 1452 или 1453 г. и в Неапол през 1471 г., а свръхудължаването на кредита чрез лични заеми създава сериозни и непреодолими проблеми и в двете операции.“
Със смъртта на Лоренцо на 8 април 1492 г. управлението преминава към 20-годишния му син Пиеро II Злочестия (1472 – 1521). Пиеро няма талант да управлява банка и разчита на своя секретар и прачичо Джовани Торнабуони (1428 – 1498). Двамата управляват банката зле и пренебрегват новия генерален директор Джовамбатиста Брачи (Сасети умира през март 1490 г.). Ако семейство Медичи и неговата банка не са фалирали през 1494 г., това вероятно е щяло да се случи скоро след това.
Друг фактор за упадъка на Банката на Медичите са навиците за разходи на сем. Медичи. Според Лоренцо между 1434 и 1471 г. семейството му харчи средно по 17 467 златни флорина годишно.
Друга грешка на Сасети е сляпото му доверие в Томазо Портинари вместо в по-надеждния Анджело Тани. Портинари води до фалита на филиала в Брюге.
Николо Макиавели възприема по-съвременна гледна точка в своята Фиорентинска история, като твърди, че падането на Медичите се дължи на разхлабеното им управление върху мениджърите на тяхната банка, които започват да се държат като принцове, а не като разумни бизнесмени и търговци.

#### Край
Когато кризата се задава, един от начините да се опита да я предотврати, е просто да се започне да се намаляват лихвите, плащани по дискреционните и безсрочните депозити. Но подобен ход би навредил на името на Медичите и затова е предприет твърде късно. Големият ливъридж на банката от нейните депозити означава, че неуспехите биха могли да бъдат доста неочаквани. Фактът, че изглежда е било обичайна практика флорентинските банки да оперират с едва 5% от депозитите си, държани в резерв, допълнително подкрепя идеята, че колапсът би могъл да настъпи внезапно, когато се открият лоши кредити. В допълнение на това Лоренцо Великолепни изобщо не се притеснява за банката. Вместо това той избира да концентрира времето си и ресурсите на семейството си върху покровителството на художници и в преследването на собствените си поетични и политически интереси.
В крайна сметка фискалните проблеми на семейство Медичи стават достатъчно тежки, за да принудят Лоренцо да започне да нахлува в държавните хазни на Флоренция, като в един момент измамва Monte delle doti – благотворителен фонд за изплащане на зестри. Малко след това политическият натиск на френския крал Шарл VIII при нахлуването в Италия през 1494 г. кара Пиеро ди Лоренцо де Медичи да отстъпи пред двойните сили на краля и предстоящата неплатежоспособност на Банката на Медичите. Останалите активи и записи на банката на Медичите са иззети и разпределени на кредитори и други. Всички клонове са обявени за закрити.

## Банкови администратори
- Джовани ди Бичи де Медичи, ок. 1397 – 1420
- Козимо де Медичи Стари, 1420 – 1464
- Пиеро ди Козимо де Медичи Подагрения, 1464 – 1469
- Лоренцо де Медичи Великолепни, 1469 – 1492
- Пиеро II ди Лоренцо де Медичи Злочестия, 1492 – 1494